# Hippopotamus major
Espèce
Hippopotamus major est une espèce fossile d'hippopotames trouvée dans les sites fossiles du Pléistocène en Europe et en Grande-Bretagne. Hippopotamus major est l'une des espèces d'hippopotames les plus grandes et les plus septentrionales qui aient jamais vécu. Comme de nombreuses mégafaunes qui habitaient les régions septentrionales du monde pendant la période glaciaire du Pléistocène, Hippopotamus major était probablement plus velu que ses parents modernes d'Afrique et d'Asie du Sud.

## Historique

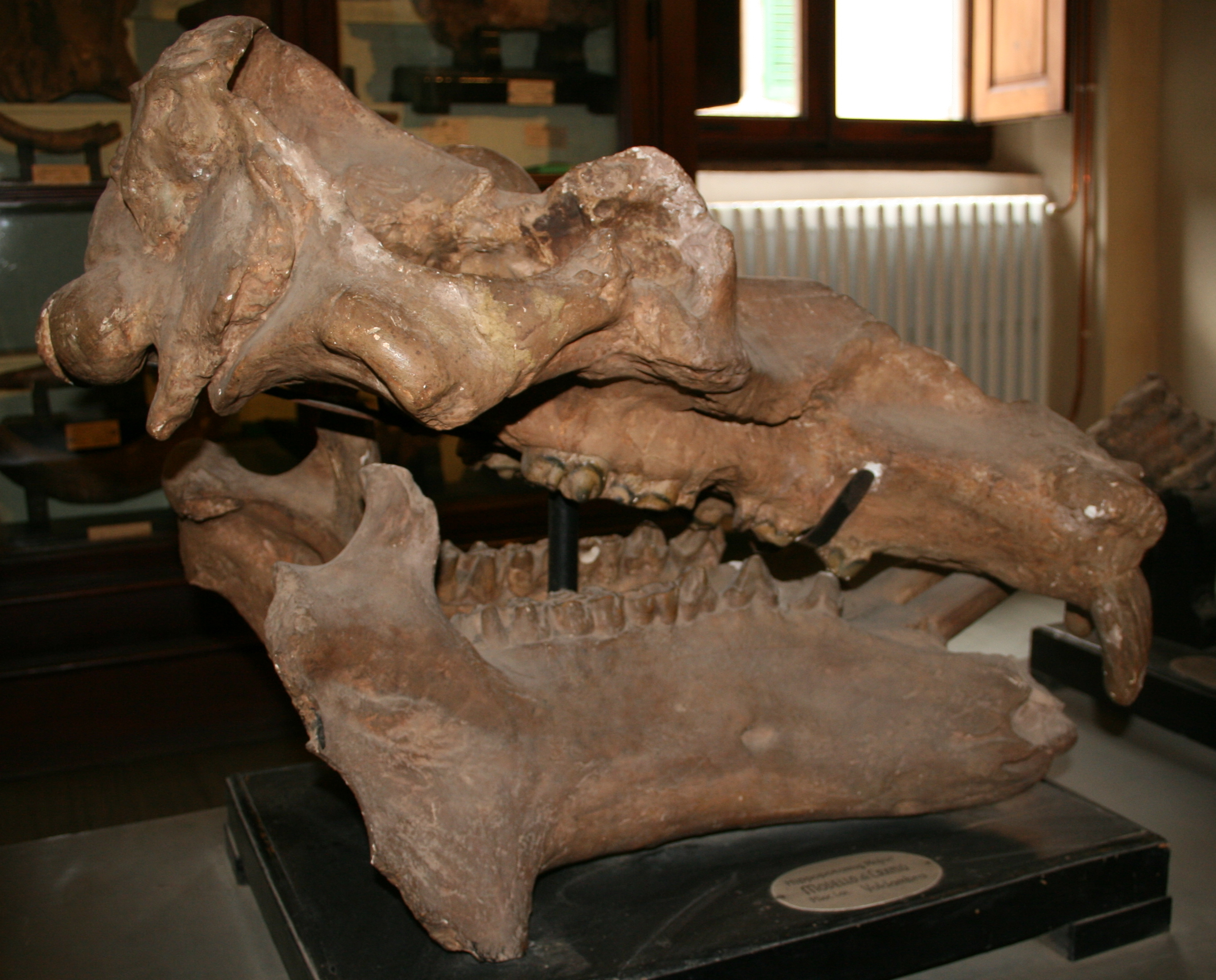
Vue latérale du crâne.

L'espèce Hippopotamus major est décrite en 1824 par le paléontologue français Georges Cuvier,.

### Fossiles
Selon Paleobiology Database en 2025, le nombre de collections référencées de fossiles est de quinze. ces collections sont du Gélasien au Pléistocène moyen du Quaternaire, c'est-à-dire datent de 2..588 à 0,129 Ma avant notre ère.

### Répartition
Ces quinze collections proviennent de cinq pays européens, trois de France, une de  Grèce, une d'Italie, trois d'Espagne, et sept du Royaume-Uni.

## Decription
Avec une masse estimée à 4 000 kg voire plus, H. major était en moyenne plus gros que l'actuel Hippopotamus amphibius[réf. nécessaire].

### Publication originale
- [1824] Georges Cuvier, Recherches sur les ossements fossiles, où l'on rétablit les caractères de plusieurs animaux dont les révolutions du globe ont détruit les espèces, vol. 5, coll. « Paris et Amsterdam, chez G. Dufour et E. d'Ocagne, 1821-1824 », 1824, 1-352 p. (DOI 10.5962/bhl.title.78766), chap. 1.